# مسعود سلیمانی
مسعود سلیمانی (زاده شهریور ۱۳۴۹ در اصفهان) محقق و پژوهشگر ایرانی در حوزه هماتولوژی (خون‌شناسی) و سلولهای بنیادی، و استاد دانشگاه تربیت مدرس است. او در سال ۱۳۹۷ در سفر به ایالات متحده آمریکا به اتهام دور زدن تحریم‌ها علیه ایران بازداشت شد و در نهایت در سال ۱۳۹۸ از زندان آزاد گردید و به ایران بازگشت.

## تحصیلات
- دکتری (۱۳۸۳): هماتولوژی آزمایشگاهی و بانک خون (دانشگاه تربیت مدرس)
- کارشناسی ارشد (۱۳۷۷): هماتولوژی آزمایشگاهی و بانک خون (دانشگاه تربیت مدرس)
- کارشناسی (۱۳۷۴): خون‌شناسی /هماتولوژی (دانشگاه تهران)

## جوایز و افتخارات
- برنده جایزه چهره تأثیرگذار بیوتکنولوژی از همایش ملی بیوتکنولوژی (۱۳۹۸)[۱][۲]
- استاد نمونه کشوری و قرار گرفتن در زمره یک در صد دانشمند برتر جهان (۱۳۹۴)
- برنده دوره‌های ۱۶ و ۲۵ جشنواره تحقیقات علوم پزشکی رازی (۱۳۸۹ و ۱۳۹۸)[۳][۴]
- برنده جایزه پژوهشگر جوان از انجمن بین‌المللی هماتولوژی (ISH (۱۳۸۱
- برنده جایزه دانشجوی برگزیده کشوری در مقطع دکتری (۱۳۸۰)
- برنده جایزه کتاب سال دانشجویی برای ترجمه کتاب طب انتقال خون و بانک خون (۱۳۷۹)

از شاگردان تأثیرگذار وی می‌توان به علی چهره آرا، نسترن مندیس، سمانه رفیع، آرش عظیم پور در زمینه هماتولوژی نام برد

## سوابق اجرایی
- ریاست مرکز رشد طب بازساختی و تحقیقات سلولهای بنیادی دانشگاه علوم پزشکی شهید بهشتی (۱۳۹۹–تا کنون)[۵]
- سرپرست گروه مهندسی بافت دانشکده فناوری نوین پزشکی دانشگاه علوم پزشکی شهید بهشتی (۱۳۹۹–تا کنون)[۶]
- ریاست مرکز تحقیقات نانوتکنولوژی پزشکی و مهندسی بافت دانشگاه علوم پزشکی شهید بهشتی (۱۳۹۹–تا کنون)[۷]
- مدیر گروه خون‌شناسی دانشگاه تربیت مدرس (۱۳۹۸–۱۳۹۳)
- رئیس انجمن هماتولوژی ایران
- عضو انجمن بین‌المللی پژوهش‌های سلول‌های بنیادی
- عضو انجمن هماتولوژی اروپا
- دبیر ستاد نانوتکنولوژی پزشکی وزارت بهداشت(۱۳۸۷–۱۳۶۸)
- عضو ستاد توسعه علوم و فناوری‌های سلول‌های بنیادی ایران
- دبیر ستاد پزشکی مولکولی دانشگاه تربیت مدرس (۱۳۸۱–۱۳۸۳)
- مدیر و مؤسس مرکز تحقیقات فناوری بن یاخته (از۱۳۸۳–۱۳۹۷)

## دستگیری و بازداشت
سلیمانی به دعوت مؤسسه آمریکایی «مایو کلینیک» و برای انجام یک پروژه تحقیقاتی به آمریکا سفر می‌کند که در جریان این سفر به اتهام دور زدن تحریم‌های آمریکا علیه ایران بازداشت می‌شود. اتهام او خریداری و سفارش یک ماده شیمیایی مربوط به آزمایشهای خون‌شناسی بود.

## آزادی و بازگشت به ایران
سلیمانی پس از گذراندن ۱۴ ماه در زندان دیتون جورجیا در ایالت آتلانتای آمریکا با پیگیری‌های وزارت خارجه و با همکاری دولت سوئیس آزاد شد و به ایران بازگشت.